# Download Festival
Download Festival je třídenní (do roku 2005 dvoudenní) hudební festival, který se od roku 2003 koná každoročně v Donington Parku v Anglii.

## Download 2003
- Iron Maiden
- Audioslave
- Marilyn Manson
- Metallica

## Download 2004
- Metallica
- Linkin Park
- HIM

## Download 2005

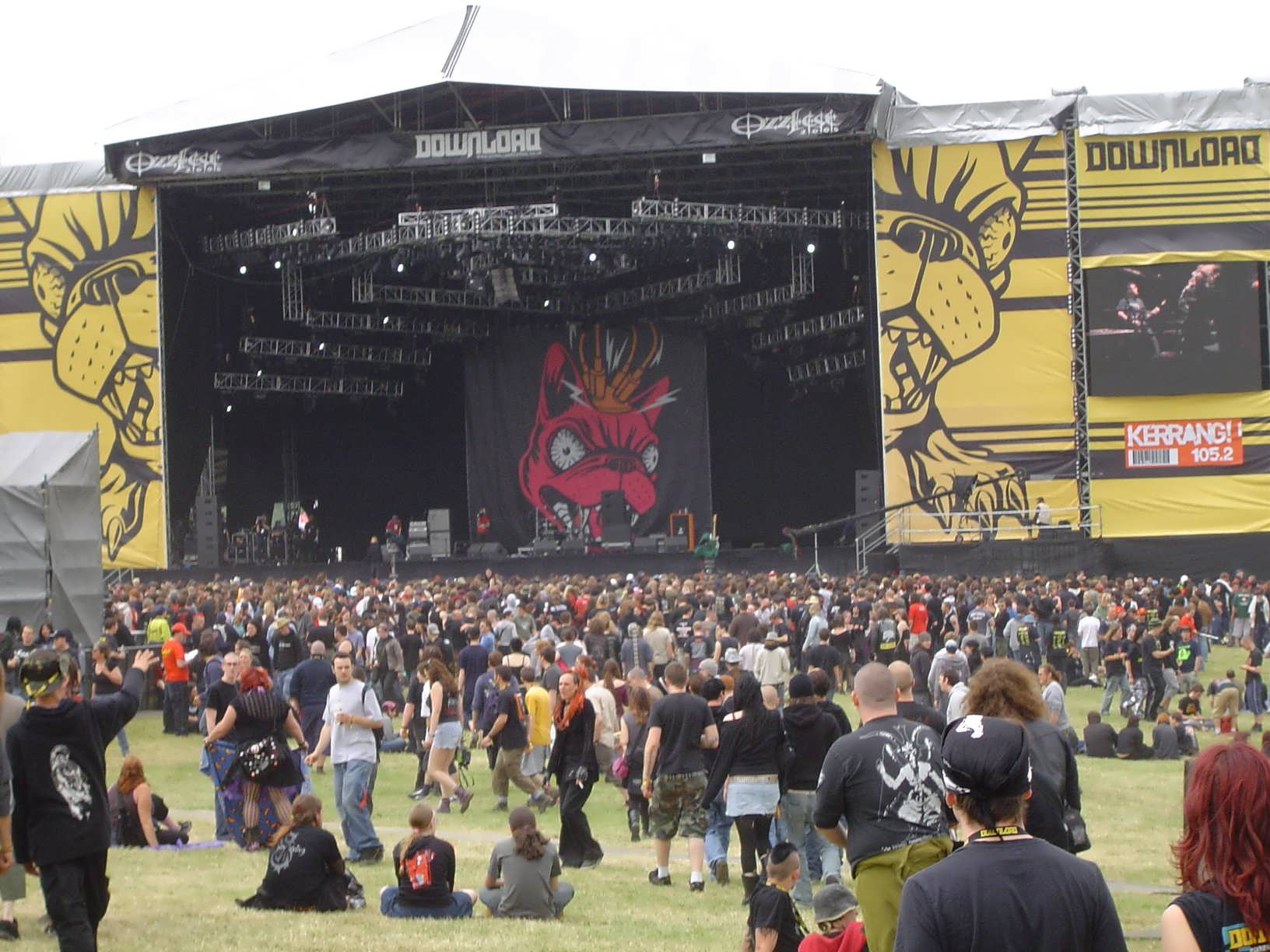
Download Festival 2005

- Black Sabbath
- System of a Down
- Motörhead
- Slipknot
- Slayer

## Download 2006

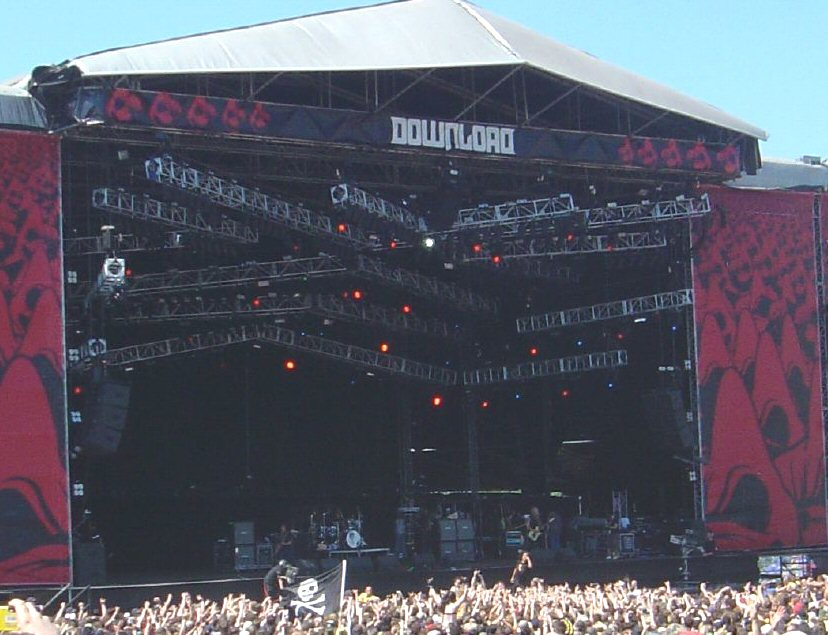
Download Festival 2006

- Metallica
- Guns N' Roses
- Tool

## Download 2007

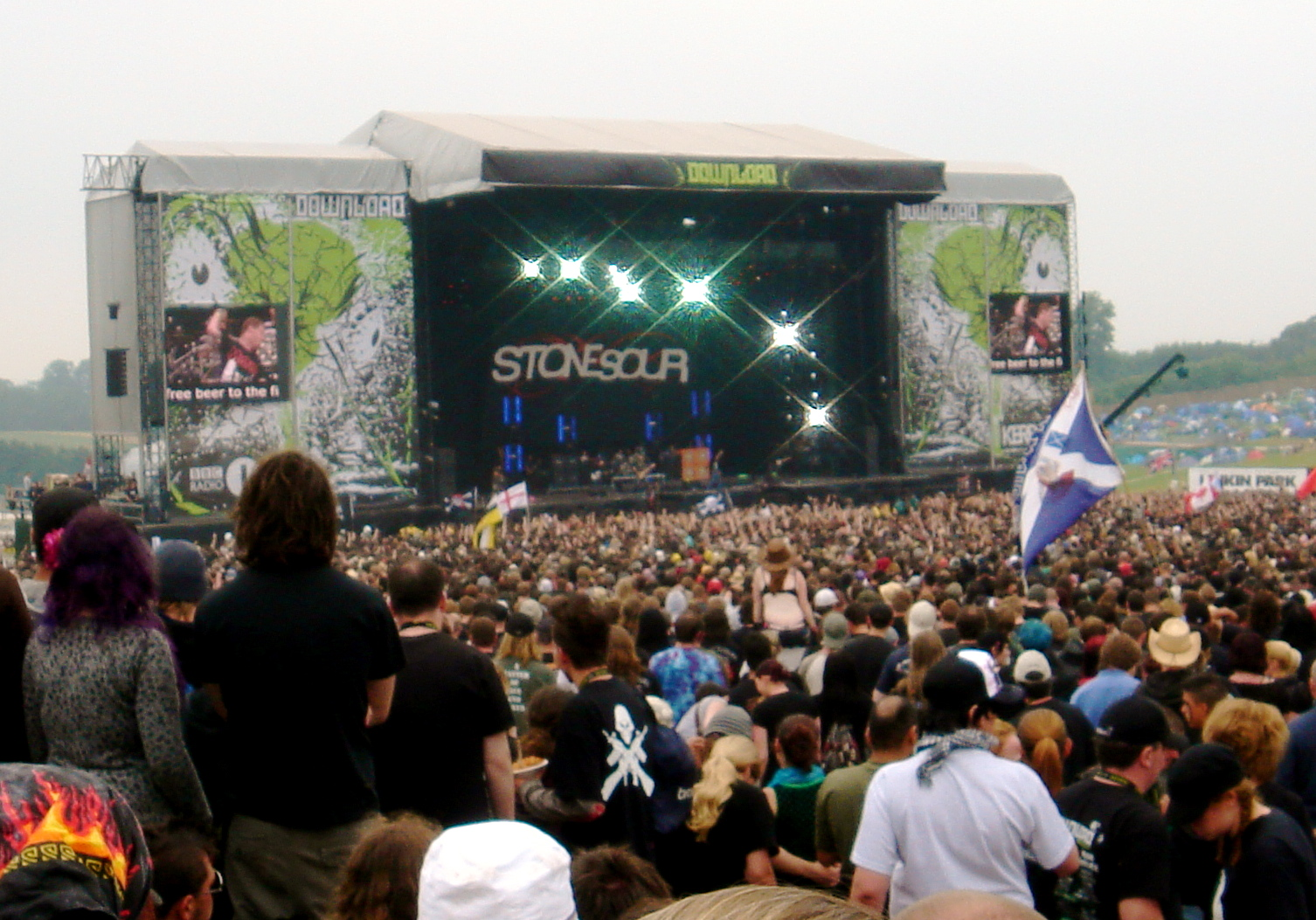
Stone Sour hrají na pódiu na Download Festival 2007

- Iron Maiden
- Linkin Park
- My Chemical Romance
- Stone Sour

## Download 2008
- Lostprophets
- The Offspring
- Kiss

## Download 2009
- Limp Bizkit
- Marilyn Manson
- Billy Talent
- Slipknot

## Download 2010
- AC/DC
- 30 Seconds to Mars
- Rage Against the Machine
- Deftones
- 36 Crazyfists
- Them Crooked Vultures

## Download 2011

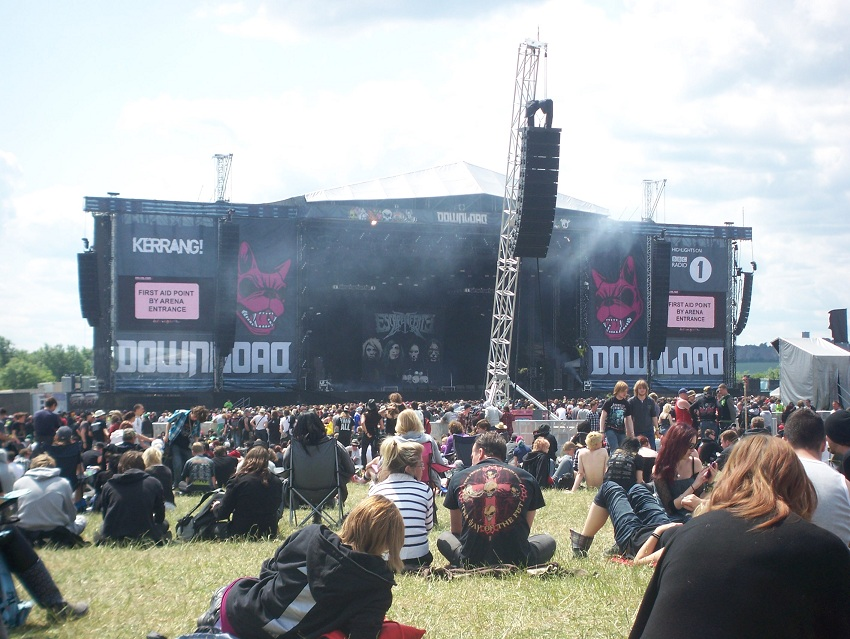
Download Festival 2011

- Def Leppard
- Danzig
- Rob Zombie
- Alice Cooper
- Linkin Park
- System of a Down
- Pendulum

## Download 2012
- The Prodigy
- Metallica
- Rise Against

## Download 2013
- Iron Maiden
- Rammstein
- Slipknot
- Stone Sour
- Korn

## Download 2014
- Avenged Sevenfold
- Linkin Park
- Aerosmith

## Download 2015
- Slipknot
- Muse
- Kiss

## Download 2016
- Rammstein
- Black Sabbath
- Iron Maiden

## Download 2017
- System of a Down
- Biffy Clyro
- Aerosmith

## Download 2018
- Avenged Sevenfold
- Guns N' Roses
- Ozzy Osbourne

## Download 2019
- Def Leppard
- Slipknot
- Tool

## Download 2022
- Kiss
- Iron Maiden
- Biffy Clyro

## Download 2023
- Bring Me the Horizon
- Metallica
- Slipknot

## Download 2024
- Queens of the Stone Age
- Fall Out Boy
- Avenged Sevenfold

## Download 2025
- Green Day
- Sleep Token
- Korn